# Зафирово
Зафи́рово (болг. Зафирово) — село в Силістринській області Болгарії. Входить до складу общини Главиниця.

## Населення
За даними перепису населення 2011 року у селі проживали 868 осіб.
Національний склад населення села:
| Національність   | Кількість осіб | Відсоток |
| ---------------- | -------------- | -------- |
| болгари          | 551            | 77,9%    |
| турки            | 126            | 17,8%    |
| цигани           | 25             | 3,5%     |
| інша             | 0              | 0%       |
| не визначились   | 5              | 0,7%     |
| Всього відповіли | 707            |          |

Розподіл населення за віком у 2011 році:
Динаміка населення: